# Перла
Вижте пояснителната страница за други значения на Перла.
Перлата е твърд заоблен предмет, образуван от някои мекотели, най-вече - стриди. Названието идва от латинската дума pernula – морска раковина. Негови синоними са  бисер и по-архаичното „маргарит“ (от гръцки „Μαργαρίτα“ – „бисер“). Перлата се образува, когато песъчинка или друга дребна частица случайно попадне или нарочно бъде поставена в тялото на мида и започне да я дразни. Ако мидата не успее да изхвърли чуждото тяло, тя започва да отделя специално вещество, наречено седеф, с което го обвива.

## Добив и използване
Перлите са известни поне от 4-то хилядолетие пр.н.е. Добиват се в страни като Индия, Шри Ланка, Таити, Иран, Япония и в Червено море. Преди 20 век перли са се добивали само от дълбините на топлите морета, а професията на ловците на бисери се е считала за изключително опасна. Същевременно още през 13 век в Хучау, Китай е разработен метод за култивиране на перли. Той става икономически ефективен и широко приложим с откриването на мидата икешо през 1924 г., с което се поставя основата на индустриален добив на скъпи сладководни перли, достигащ през 21. век до над 90% от световната търговия с перли, благодарение на създаването на плантации за култивирани сладководни бисерни миди.
Много високо ценен още в Древен Египет е бил перленият бял цвят с розов оттенък. Най-скъпите перли са с розов и синкав оттенък. Другите цветови оттенъци са златист, сребрист, зелен, черен, съществуват и такива в цветовете на дъгата. С перлите са свързани много поверия. В Древен Рим те са били считани за символ на властта и мъдростта, а за жените са били носители на щастие и сладострастни съновидения. Индийците са използвали перлите като талисмани. Астролозите препоръчват украшенията с перли на родените под знака на Близнаци.

## Видове
- Естествените перли в черупките на мидите са рядкост. Още по-голяма рядкост са хубаво образуваните перли, които биха били подходящи за изработка на бижута. Тези причини и голямото желание да се притежават перли са довели до необходимостта от намиране на начин за тяхното изкуствено производство в големи количества и за по-ниска цена.

- Култивирани перли според начина на създаването и качеството са най-близки до естествените. Те възникват като зрънца пясък (или друго твърдо тяло) се внася вътре в черупката на мидата от човешка ръка. След това мидата се връща да живее във водата и след определен период от черупката се вади перлата, която междувременно се е оформила около твърдото тяло. По този начин, в подводни ферми за перли се произвеждат големи количества.

- Имитирани (фалшиви) бисери са всички перли, които по своя блясък напомнят на истинските (получени по естествен или изкуствен път), но по начина на производство и структурата си са съвсем различни. Тези „перли“ са изцяло продукт на човешка ръка, без участие на мидите. Ядрото на фалшивите перли е направено от твърд материал (пластмаса, седеф или стъкло), което се покрива с многослойна обвивка от емулсия, която дава крайния блясък на истински перли. Производството на имитирани перли е по-евтино и по-бързо, поради което тяхната цена е много по-ниска и достъпна за потребителите от тази на истинските.[1] На Балканския полуостров е прочута охридската перла (охридски бисери), която също представлява имитация на истинските перли. Ядрото на охридските бисери изцяло е изработено от седефени зърна, които се получават чрез разрязване на морските миди, а това се прави в заводи в Италия и други страни (в Охрид идват готовите седефени продукти: зърно, кръстове, фигури на делфини). Върху седефа се нанасят няколко слоя емулсия, която по-рано се получавала от люспите на рибата плашица, а в ново време се внася готова. След окончателните довършителни работи, охридските перли със своя перлен блясък се доближават до истинските перли. Ценени са и заради това, че целият продукт е изработен от естествен материал (седеф). В Охрид само 2 семейства се занимават с производство на охридски перли.[2]

## Произход на перлите
- Сладководни перли – повечето сладководни перли се добиват в Китай от миди Hyriopsis cumingi, Hyriopsis schlegeli и Cristaria plicata.[3] Те са продукт на сложен процес, в който от една-единствена, но издръжлива, мида може няколко пъти да даде добив от перли. Това обикновено са относително дребни и често - несиметрични перли.
- Перли Акоя – те са специалитетът на японската индустрия за добив на перли. Добиват се от мидите Pinctada fucata и Akoya. Първите такива перли са култивирани в началото на 20-те години на миналия век, а техният уникален бял цвят и допълнителен розов нюанс отлично подхождат на светла кожа. Акоя-перлите са и с много малко дефекти и дълбок блясък. Предвид техните размери, форма и цвят те са особено подходящи за изработка на всякакви бижутерийни изделия. Перлите Акоя много приличат на сладководните перли, но са и далеч по-големи, гладки, овални и бляскави от сладководните и при непосредствено сравняване ясно се отличават. Акоя са около 5 пет пъти по-скъпи от сладководните.

- Перли от Южните морета – Култивираните перли от Южно море са изключително качествени перли с възбял, почти сребрист цвят. Добиват се от вариация на белите стриди pinctada maxima. Този вид стрида сама по-себе си също е по-голяма и затова и от нея се добиват по-обемни перли от перлите Акоя или сладководните. Поради своята рядкост и деликатност, култивацията на перлите от Южно море е далеч по-сложна. Това прави и самите перли по-скъпи. Доста по-големи от обичайните перли, този тип перли се характеризират и със своята гладкост и перфектна кръгла форма. Това са и най-редките и необикновени перли, ползвани в бижутерията.

- Таитянски перли – Тези перли по начало се наричат просто „черните перли“, но цветовата им гама е далеч по-разнообразна. Включва и вариации в металическо сребристо и нюанси на графит, синкаво, пурпурно и зеленикаво. Таитянските перли се култивират от вариация на черни стриди pinctada maxima, които достигат диаметър от близо 30 см и като цяло дават добив от най-големите перли. Стридите обаче са доста чувствителни по време на култивирането и затова самата процедура е много скъпа.

## Други
На перлите са наречени улици в кварталите „Драгалевци“, „Воденицата“ и „Суходол“ (Карта) в София.